# Мабулулу
Крістован Мабулулу (порт. Cristóvão Mabululu, нар. 10 вересня 1989, Луанда) — ангольський футболіст, нападник клубу «Примейру де Агошту» і національної збірної Анголи.

## Клубна кар'єра
У дорослому футболі дебютував 2011 року виступами за команду «Петру Атлетіку», в якій провів два сезони. 
Згодом також грав за «Рекреатіву ду Ліболу», «Інтер» (Луанда), «Атлетіку Авіасан» та «Домант», у кожній із цих команд провівши по одному сезону.
2018 року був запрошений до діючого чемпіона Анголи, клубу «Примейру де Агошту». У першому ж сезоні у новій команді допоміг їй захистити чемпіонський титул, забивши 14 голів у 25 матчах тогорічної першості.

## Виступи за збірну
2013 року дебютував в офіційних матчах у складі національної збірної Анголи.
У складі збірної був учасником Кубка африканських націй 2019 року в Єгипті, де виходив на поле у двох з трьох ігор своєї команди на груповому етапі, який їй подолати не вдалося.